# Slaget vid Gross-Jägersdorf
Slaget vid Gross-Jägersdorf var ett slag under sjuårskriget och ägde rum 30 augusti 1757 vid byn Gross-Jägersdorf, 22 kilometer väster om Insterburg i Ostpreussen, mellan preussiska och ryska trupper.
De 25 000 man starka preussiska trupperna under befäl av Johann von Lehwaldt angrep de mer än dubbelt så manstarka ryska trupperna under befäl av Stefan Fjodorovitj Apraksin men måste efter en förbittrad och långvarig strid ge upp sitt anfallsförsök med en förlust av 4 500 man. Ryssarna, som förlorat 6 000, förföljde inte de preussiska trupperna.